# William Ayache
William Ayache - em árabe, وليام عياش e, em hebraico, ויליאם עיאש (Argel, 10 de janeiro de 1961) é um futebolista que jogou na seleção francesa.

## Carreira
Debutou em 1979, no Nantes, onde conquistou seus dois títulos no campeonato francês, em 1980 e 1983. Foi nos canários que ficou por mais tempo, sete anos, tendo saído em 1986; até 1995, quando parou de jogar, rodou por breves períodos em outras equipes francesas, dentre elas as tradicionais Paris Saint-Germain, Olympique Marselha e Bordeux.
Pelos Bleus, o defensor estreou em 1983, participando da conquista do ouro nas Olimpíadas de 1984, em cima do Brasil. Dois anos mais tarde, estaria com a França na Copa do Mundo de 1986, quando a equipe novamente derrotou o Brasil. Ayache, titular desde a primeira fase, não participou deste jogo, voltando ao time nas semifinais. 
Foi o terceiro (e, até hoje, último) argelino de origem árabe a disputar uma Copa do Mundo pela França e o primeiro por opção: Abdelkader ben Bouali  e Abdelaziz ben Tifour foram, respectivamente, aos mundiais de 1938 e 1954, quando ainda não existia a Seleção Argelina (formada em 1957). É reconhecido também como o primeiro judeu a jogar pela França.
É pai da cantora francesa Jennifer Ayache.